# Dąbki (West-Pommeren)
Dąbki is een plaats in het Poolse district  Sławieński, woiwodschap West-Pommeren. De plaats maakt deel uit van de gemeente Darłowo en telt 264 inwoners.